# Susanna Kraus
Susanna Kraus (* 1957 in München; † 9. März 2025) war eine deutsche Schauspielerin und Künstlerin. Neben ihrer Schauspielkarriere wirdmete sie sich der Porträtfotografie mit der begehbaren Imago Camera. Diese Großformatkamera war 1972 von Kraus' Vater Werner Kraus und dem Goldschmied Erhard Hößle erfunden worden. Susanna Kraus machte den Apparat ab 2004 nach 30 Jahren wieder betriebsbereit. Seit 2004 entstanden großformatige Bilder von u. a. Akrobaten, Punks und Holocaust-Überlebende. Kraus stellte z. B. in der Pinakothek der Moderne, dem Kunsthistorischen Museum Wien und am ZKM aus.

## Leben und Werk
Susanna Kraus machte nach dem Abitur eine Ausbildung zur Fotoassistentin bei ihrer Mutter, der Modefotografin Karin Kraus. In den 1970er Jahren verwirklichte sie mit ihrem Vater, dem Physiker Werner Kraus, experimentelle Arbeiten mit der von ihm und dem Goldschmiedeprofessor Erhard Hößle 1972 entwickelten analogen Großformatkamera Imago. Diese Werke wurden u. a. auf der Photokina, im Haus der Kunst und auf der Weltausstellung der Fotografie gezeigt. Ab 1978 wurde das Fotopapier, auf dem die Kamera direkt belichtete, nicht mehr hergestellt, und ihr Betrieb wurde eingestellt.
Anfang der 1980er Jahre absolvierte Kraus eine Schauspielausbildung an der Otto Falckenberg Schule in München. Sie nahm ab 1982 Engagements am Theater sowie im Film- und Fernsehbereich wahr. Nach einer 20jährigen Laufbahn als Schauspielerin konzentrierte sie sich ab 2004 wieder auf die Fotografie. Sie reaktivierte die Imago Camera, deren 7 × 4 × 3 Meter großer Korpus bei der Neuen Sammlung eingelagert war, die Optik lag bei ihrem Vater. Gemeinsam mit ihren beiden Söhnen und unter Schirmherrschaft von Dieter Rehm baute Kraus die Kamera in den Räumen der Kunstakademie München wieder zusammen. Sie sorgte dafür, dass die Firma Ilford das spezielle Schwarzweiß-Umkehrpapier neu auflegte, auf das die Imago direkt belichtet. 2006 entstand das erste Bild nach der erneuten Inbetriebnahme – es zeigte die beiden Erfinder Werner Kraus und Erhard Hößle. Im selben Jahr stellte Kraus Imago-Bilder von Wiener Psychoanalytikern aus. Kennzeichnend für ihre Arbeit mit der Großbildkamera war, dass die Fotografierten die Kamera alleine betraten und sich dort einem seitenrichtigen Spiegelbild gegenüber sahen. Sie entschieden sich selbst dafür, den Auslöser zu betätigen. In den kommenden Jahren entstanden auf diese Weise je 60 × 200 Zentimeter große Schwarzweißaufnahmen, z. B. von Peter Sloterdijk, Peter Weibel, Suzanne von Borsody und anderen Prominenten. Kraus konzipierte auch Serien, neben den Wiener Psychoanalytikern lichteten sich Akrobaten des Circus Roncalli, Kreuzberger Punks und Holocaust-Überlebende mit der Kamera selbst ab.
Susanna Kraus lebte seit 1990 mit den beiden Söhnen in Berlin. Sie verstarb im März 2025.

## Filmografie (Auswahl)
- 2004: Tote leben länger
- 2005: Giganten – Albert Einstein
- 2005: Kurhotel Alpenglück
- 2005: Schiller Reloaded
- 2005: Schattenspiele
- 2005: Unter dem Eis
- 2006: Das Leben der Anderen
- 2006: SOKO Wismar
- 2007: KDD – Kriminaldauerdienst
- 2009: Lohe Feschorde
- 2012: Doppelpass
- 2013: Tatort – Aus der Tiefe der Zeit
- 2021: Gute Zeiten, schlechte Zeiten (Fernsehserie)

## Ausstellungen (Auswahl)
- 2006: Wiens Analytiker in der Black Box. MuseumsQuartier, Wien[8]
- 2007: Göttliches Spiel. Fotografische Betrachtungen zur griechischen Mythologie mit der Kamera Imago 1:1 von Susanna Kraus und Annegret Kohlmayer. Kunsthistorisches Museum, Wien[10]
- 2008/2009: Camera Imago 1:1. ZKM, Karlsruhe[11]
- 2013: Ausstellung und Fotografie mit der Imago im Rahmen der Schaustelle der Pinakothek der Moderne[12]
- 2022: Wir! Sind! Hier! Kunstinstallation, Wandelhalle Berliner Parlament, Berlin[13]

## Werke in Sammlungen (Auswahl)
- Kunstkraftwerker P. Weibel (2008), ZKM, Karlsruhe[14]